# بعل شليم الثاني
بعل شليم الثاني (بالفينيقية: 𐤁𐤏𐤋𐤔𐤋𐤌) كان ملكًا فينيقيًا لصيدا (حوالي 366 - ج. 401 قبل الميلاد)، وهو حفيد بعل شليم الأول الذي أسس الأسرة الحاكمة التي تحمل الاسم نفسه. خلف بعنا على عرش صيدا، وخلفه ابنه عبدشتارت الأول. اسم بعل شليم يعني "جزاء البعل" باللغة الفينيقية.
في عهد بعل شليم الثاني، كانت صيدا مملكة فارسية تابعة، وجزءًا من سيطرة للإمبراطورية الأخمينية على فينيقيافي ظل الهيمنة الأخمينية، عادت صيدا إلى الظهور كدولة مدينة بارزة بين جيرانها. تزامن انتقال ملكية صيدا من أسرة أشمون عازر الأول إلى أسرة بعل شليم الأول مع إصدار صيدا عملتها المعدنية بشكل مستقل، والتي تحمل صور ملوكها الحاكمين. والجدير بالذكر أن عملات بعل شليم الثاني، وهي أول عملة تحمل تواريخ سك تتوافق مع سنة حكم ملك صيدا، كانت فعالة في إعادة بناء التسلسل الزمني لملوك صيدا. اثبت الوجود التاريخي لبعل شليم الثاني من خلال النقوش، بما في ذلك تلك الموجودة على تمثال نذري يصور ابنه عبدشتارت الأول.

## أصول الاسم
اسم بعل شليم هو الشكل الروماني للكلمة الفينيقية 𐤁𐤏𐤋𐤔𐤋𐤌 (BʿLŠLM)، ويعني "جزاء البعل ". تشمل التهجئة البديلة لاسم الملك بعلشيلم.

## التسلسل الزمني
لقد نوقش التسلسل الزمني المطلق لملوك صيدا منذ أسرة أشمون عازر الأول فصاعدًا كثيرًا في الأدبيات؛ ثم وضعت تقليديًا خلال القرن الخامس قبل الميلاد، وقد ارخت نقوش هذه السلالة إلى فترة سابقة على أساس الأدلة النقدية والتاريخية والأثرية. العمل الأكثر اكتمالا الذي يتناول تواريخ عهود هؤلاء الملوك الصيدونيين هو من تأليف المؤرخة الفرنسية جوزيت إيلاي التي ابتعدت عن استخدام التسلسل الزمني الكتابي. واستخدمت جميع الوثائق المتاحة في ذلك الوقت وشمل الأختام والطوابع الصورية المنقوشة التي اكتشفها عالم الآثار اللبناني موريس شهاب في عام 1972 من جل البحر، وهو حي في شمال صور، النقوش الفينيقية التي اكتشفها عالم الآثار الفرنسي موريس دوناند في صيدا عام 1965، والدراسة المنهجية للعملات الصيداوية التي كانت أولى العملات التي تحمل تواريخ سك في العصور القديمة استنادا إلى سنوات حكم ملوك صيدا.
كان بعل شليم الأول أول من قام بتمييز العملات المعدنية من ملوك صيدا، مع تواريخ إصدار تتوافق مع سنوات حكمه اعتبارًا من سنة 30 الموافق 372 ق.م. أثبت العلايي أن سنة اعتلاء بعل الشليم الأول العرش كانت 450 ق.م. وأنه حكم حتى 426 ق.م.

## السياق التاريخي
وفي عام 539 قبل الميلاد، سقطت فينيقيا تحت الحكم الأخميني؛ وقسمت إلى أربع ممالك تابعة: صيدا، صور، جبيل وأرواد. أشمون عازر الأول، كاهن عشتروت ومؤسس السلالة التي تحمل الاسم نفسه، نصب ملكًا على صيدا في وقت قريب من الغزو الأخميني للشام. خلال المرحلة الأولى من الحكم الأخميني، ازدهرت صيدا واستعادت مكانتها السابقة باعتبارها المدينة الرئيسية في فينيقيا. في منتصف القرن الخامس قبل الميلاد، خلفت سلالة أشمون عازر سلالة بعل شليم الأول؛ يتزامن هذا الدوران الأسري مع الوقت الذي بدأت فيه صيدا في سك عملاتها المعدنية بشكل مستقل والتي تحمل صور ملوكها الحاكمين.

## المصادر الكتابية والنقودية

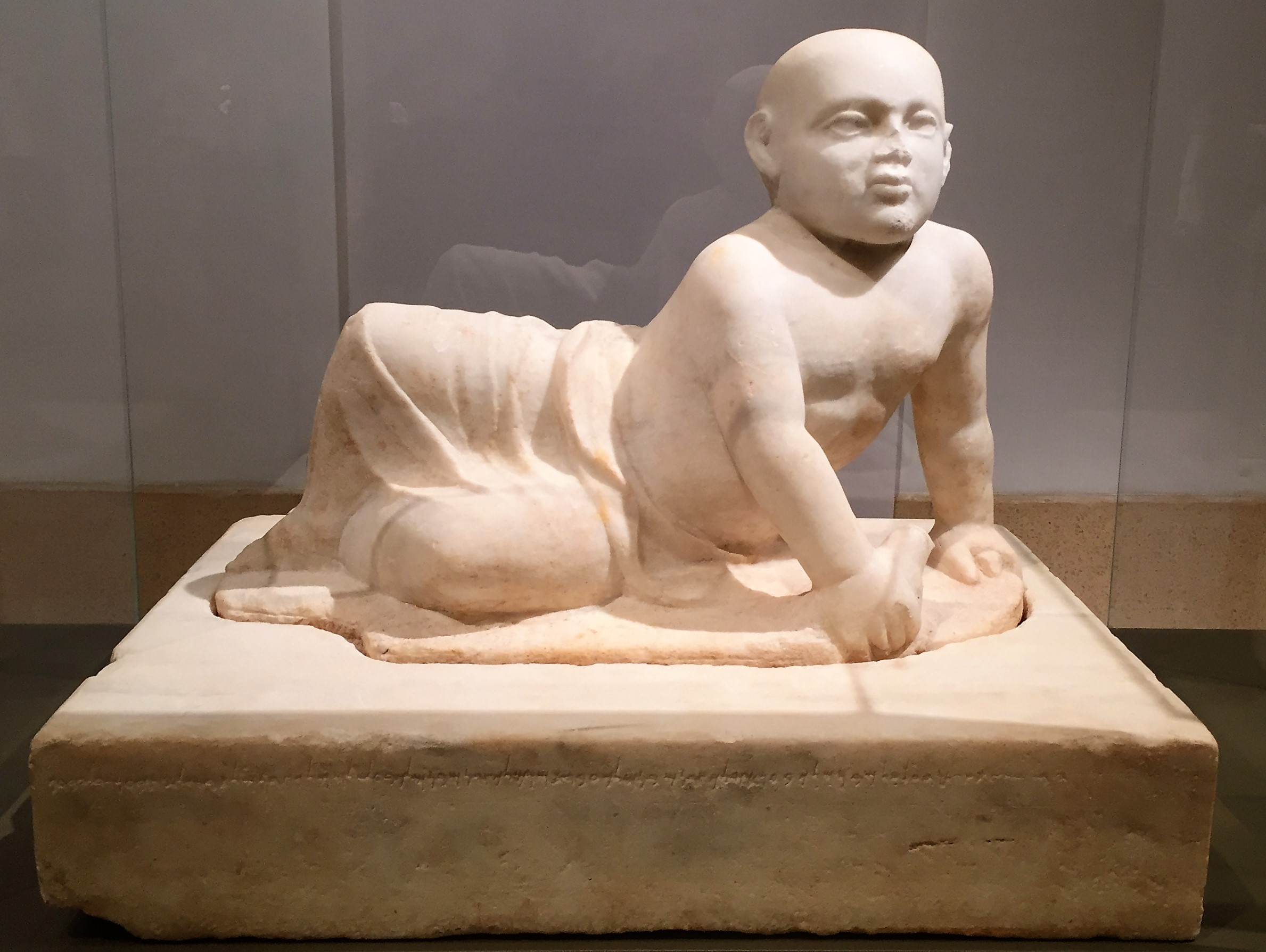
فتى معبد بعلشليم: تمثال رخامي نذري لطفل ملكي، منقوش بالفينيقية ، من مقام أشمون ، ج. 400 قبل الميلاد

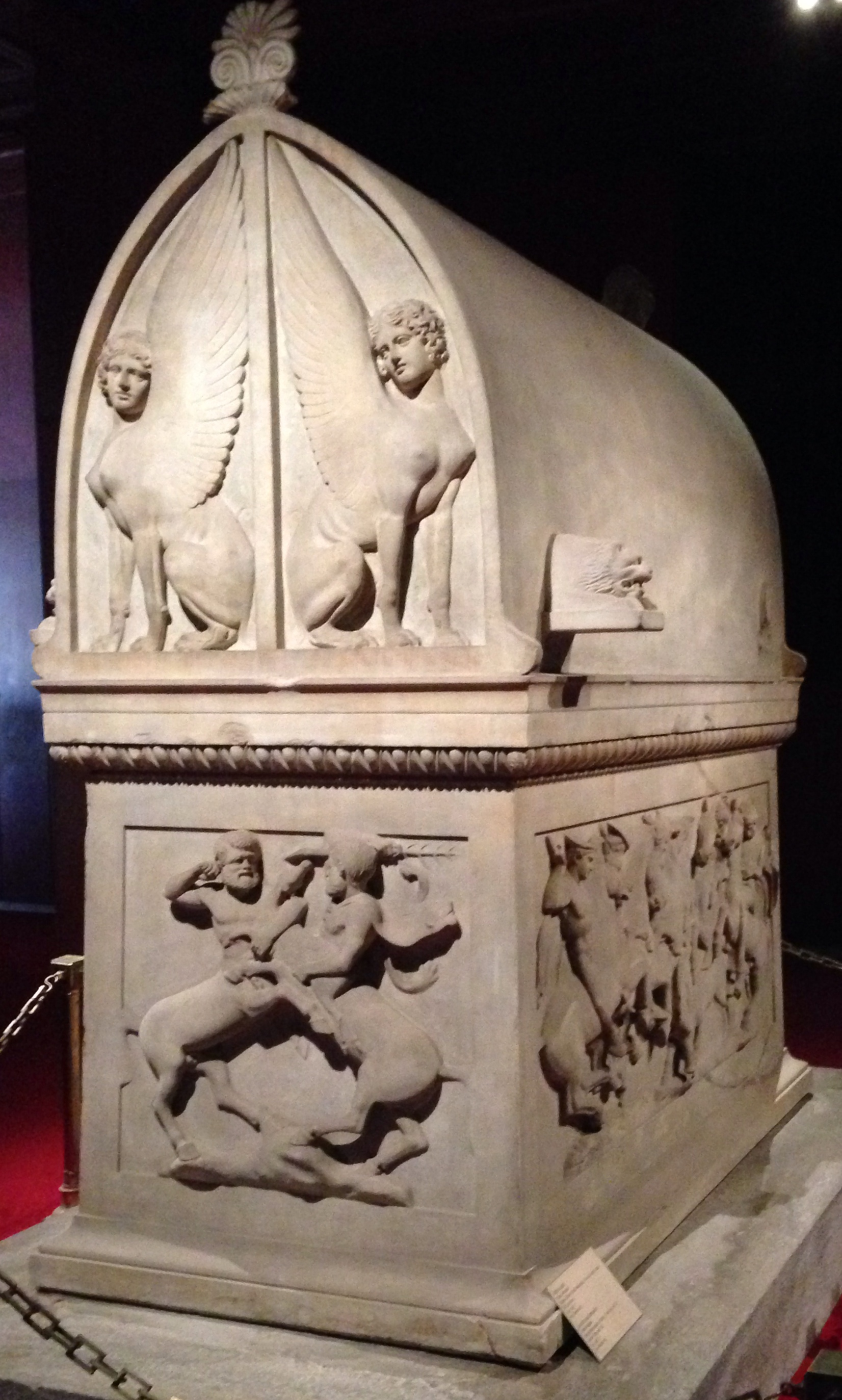
وفقًا لعلاي، من المحتمل أن يكون التابوت الليسي الذي تم اكتشافه في مقبرة صيدا الملكية، قد تم صنعه لبعل شليم. ثانيا.